# Tristenium euchirum
Tristenium euchirum là một loài chân đều trong họ Stenetriidae. Loài này được Nobili miêu tả khoa học năm 1906.